# لويس بولارد
لويس بولارد (بالإنجليزية: Louis Bullard)‏ هو لاعب كرة قدم أمريكية أمريكي، ولد في 6 مايو 1956 في هيرناندو في الولايات المتحدة، وتوفي في 18 أبريل 2010 في فرانكلين في الولايات المتحدة بسبب سرطان.

## وصلات خارجية
- لويس بولارد على موقع مرجع كرة القدم المحترفة.كوم (الإنجليزية)
- لويس بولارد على موقع JustSportsStats.com (الإنجليزية)